# Diegocanis
Diegocanis es un género extinto de sinápsidos cinodontos carnívoros que existieron durante el periodo Triásico en América del Sur. Parece estar emparentado con Trucidocynodon y Ecteninion, formando la nueva familia Ecteniniidae. El género fue descrito por Ricardo N. Martínez, Eliana Fernández y Oscar A. Alcober en 2013 basados en un solo espécimen.
La especie Diegocanis elegans se conoce a partir de un cráneo parcial, PVSJ 881 (holotipo); se halló en estratos de Carniense (Triásico Superior) en la formación Ischigualasto en Argentina. Se le considera un eucinodonto basal. El holotipo reposa en la colección del Museo de Ciencias Naturales de la Universidad Nacional de San Juan.